# Campionati svizzeri di sci alpino 1965
I Campionati svizzeri di sci alpino 1965 si svolsero a Wengen nel mese di marzo; furono assegnati i titoli di discesa libera, slalom gigante, slalom speciale e combinata, sia maschili sia femminili. Oltre agli sciatori svizzeri poterono concorrere al titolo anche gli sciatori di nazionalità liechtensteinese.

## Risultati

### Uomini

#### Discesa libera
| Pos. | Atleta           | Nazione  |
| ---- | ---------------- | -------- |
| 1    | Dumeng Giovanoli | Svizzera |
| 2    | Edmund Bruggmann | Svizzera |
| ?    |                  |          |

#### Slalom gigante
| Pos. | Atleta           | Nazione  |
| ---- | ---------------- | -------- |
| 1    | Edmund Bruggmann | Svizzera |
| ?    |                  |          |
| ?    |                  |          |

#### Slalom speciale
| Pos. | Atleta             | Nazione  |
| ---- | ------------------ | -------- |
| 1    | Georg Grünenfelder | Svizzera |
| 2    | Stefan Kälin       | Svizzera |
| 3    | Edmund Bruggmann   | Svizzera |

#### Combinata
| Pos. | Atleta           | Nazione  |
| ---- | ---------------- | -------- |
| 1    | Edmund Bruggmann | Svizzera |
| ?    |                  |          |
| ?    |                  |          |

Classifica stilata attraverso i piazzamenti ottenuti
in discesa libera, slalom gigante e slalom speciale

### Donne

#### Discesa libera
| Pos. | Atleta        | Nazione  |
| ---- | ------------- | -------- |
| 1    | Heidi Obrecht | Svizzera |
| ?    |               |          |
| ?    |               |          |

#### Slalom gigante
| Pos. | Atleta         | Nazione  |
| ---- | -------------- | -------- |
| 1    | Theres Obrecht | Svizzera |
| ?    |                |          |
| ?    |                |          |

#### Slalom speciale
| Pos. | Atleta            | Nazione  |
| ---- | ----------------- | -------- |
| 1    | Edith Hiltbrand   | Svizzera |
| 2    | Madeleine Jelly   | Svizzera |
| 3    | Fernande Bochatay | Svizzera |

#### Combinata
| Pos. | Atleta          | Nazione  |
| ---- | --------------- | -------- |
| 1    | Edith Hiltbrand | Svizzera |
| ?    |                 |          |
| ?    |                 |          |

Classifica stilata attraverso i piazzamenti ottenuti
in discesa libera e slalom speciale